# Pseudometa
Pseudometa is een geslacht van vlinders van de familie spinners (Lasiocampidae), uit de onderfamilie Lasiocampinae.

## Soorten
- P. andersoni Tams, 1925
- P. basalis (Walker, 1865)
- P. canescens Tams, 1925
- P. castanea Hampson, 1909
- P. concava (Strand, 1912)
- P. choba (Druce, 1899)
- P. dollmani Tams, 1925
- P. jordani Tams, 1936
- P. leonina Tams, 1929
- P. minima (Holland, 1893)
- P. nigricans Aurivillius, 1925
- P. oinopa Tams, 1929
- P. pagetodes Tams, 1929
- P. patagiata Aurivillius, 1905
- P. plinthochroa Tams, 1936
- P. punctipennis (Strand, 1912)
- P. scythropa Hering, 1928
- P. schultzei Aurivillius, 1905
- P. tenebra (Bethune-Baker, 1911)
- P. thysanodicha Tams, 1929
- P. viola Aurivillius, 1901